# 渡辺達夫
渡辺 達夫（わたなべ たつお、1957年〈昭和32年〉2月 - ）は、日本の農芸化学者（食品化学）。学位は農学博士（京都大学・1988年）。ハッピー・サイエンス・ユニバーシティ未来産業学部プロフェッサー。
冨士薬品工業株式会社での勤務を経て、静岡県立大学食品栄養科学部教授などを歴任した。

## 来歴

### 生い立ち・学歴
1957年2月、新潟県生まれ。
東北大学理学部化学科を卒業し、冨士薬品工業に就職。入社後は同社の研究部に配属され、研究開発にあたった。その後、大学院に進み、京都大学大学院農学研究科にて博士課程を修了し、同大学より博士号を取得した。「カプサイシンが交感神経の活性化をもたらし、それによってエネルギー消費を高める」という研究「Studies on enhancement of energy metabolism by capsaicin intake in rats カプサイシン摂取による」で博士号を取得。

### 研究者として
大学院修了の1988年より、静岡県立大学に転じ助手となり、1995年助教授、2006年教授と昇任した。静岡県立大学では食品栄養科学部食品生命科学科の教授を務めるとともに、大学院生活健康科学研究科食品栄養科学専攻の教授を兼務した。また、大学院の一部に研究院・学府制が導入されることになり、生活健康科学研究科と薬学研究科が統合されて2研究院1学府に再編されると、新設された食品栄養環境科学研究院にて教授を兼務した。2016年3月31日、静岡県立大学の食品栄養科学部の教授を退任したが、その後も静岡県立大学 食品栄養科学部の客員共同研究員を続けている。学会関連の活動としては、日本栄養・食糧学会では中部支部の評議員を務めた。
静岡県立大学助手のころに幸福の科学に入会して信者であることを公表している。
その後、幸福の科学が私塾として開設したハッピー・サイエンス・ユニバーシティにて、未来産業学部のプロフェッサー（教授に相当）に就任した。

## 研究
東北大学や京都大学大学院にて化学や農学を学んでおり、農芸化学（特に食品化学）を専門分野としている。酵素を利用した生理活性化合物の合成法の開発や、体熱を生み出す作用を持つ栄養成分の研究に取り組んでいる。食品としては香辛料である唐辛子に着目しており、カプサイシンなどトウガラシに含まれる成分を解析したうえで、生理活性作用について研究を行っている。トウガラシに関する研究成果を纏めた論文も発表しており、トウガラシに纏わる著書も幾つか上梓している。

### 所属学会
- 日本農芸化学会
- 日本栄養・食糧学会（代議員）
- 日本香辛料研究会（役員）
- 日本食品機械研究会（理事）
- American Chemical Society

## 略歴
- 1957年 - 生誕。
- 1980年
  - 東北大学理学部卒業[2]。
  - 冨士薬品工業入社[2]。
  - 冨士薬品工業研究部配属[2]。
- 1983年 - 冨士薬品工業退職[2]。
- 1985年 - 京都大学大学院農学研究科修士課程修了[2]。
- 1988年
  - 京都大学大学院農学研究科博士課程修了[2]。
  - 静岡県立大学食品栄養科学部助手[2]
- 1995年
  - 静岡県立大学食品栄養科学部助教授[2]
  - 静岡県立大学大学院生活健康科学研究科助教授
- 2006年
  - 静岡県立大学食品栄養科学部教授[2]
  - 静岡県立大学大学院生活健康科学研究科教授
- 2012年 - 静岡県立大学大学院食品栄養環境科学研究院教授
- 2016年
  - 静岡県立大学退職[4]。
  - ハッピー・サイエンス・ユニバーシティ未来産業学部プロフェッサー[2]

## メディア出演掲載

### テレビ出演
- 2010年1月30日、世界一受けたい授業に出演。『最新研究で分かった！冬の体に効くスパイスの科学』[9]

## 著作

### 単著
- 渡辺達夫著『素敵なトウガラシ生活』柏書房、2005年12月。ISBN 978-4-76012820-4

### 編著
- 渡辺達夫・森光康次郎編著『健康を考えた食品学実験』アイ・ケイコーポレーション、2004年10月。ISBN 978-4-87492218-7
  - 改訂新版、アイ・ケイコーポレーション、2014年10月。ISBN 978-4-87492326-9
- 渡辺達夫ほか編著『スパイス・ハーブの機能と最新応用技術』シーエムシー出版、2011年。
  - 改訂《普及版》シーエムシー出版、2017年2月7日。ISBN 978-4-78131134-0

### 編纂
- 岩井和夫・渡辺達夫編『トウガラシ――辛味の科学』幸書房、2000年。ISBN 978-4-78210171-1
  - 改訂増補版、幸書房、2008年10月10日。ISBN 978-4-78210323-4
  - 同著書英語版『 Red Peppers-Science of Pungency 』2000年。

### 監修
- 渡辺達夫・久保田紀久枝・中谷延二・鳴神寿彦・森光康次郎 監修、日本香辛料研究会(編集)『スパイスなんでも小事典―おいしくて体によい使い方 (講談社ブルーバックス)』講談社、2011年9月21日。ISBN 978-4-06-257698-7